# Ciona
Ciona (лат.) — род оболочников из класса асцидий (Ascidiacea). Обладают мешковидным телом, покрытым туникой. Ведут прикреплённый образ жизни, на обращённом от субстрата конце тела несут два сифона: оральный, через который организм всасывает воду, и атриальный (клоакальный), через который вода выбрасывается из организма. В 2008 году были полностью секвенированы геномы двух видов рода: Ciona intestinalis и Ciona savignyi.

## Классификация
На май 2018 года в род включают 15 видов:
- Ciona antarctica Hartmeyer, 1911
- Ciona edwardsi Roule, 1884
- Ciona fascicularis (Hancock, 1870)
- Ciona gefesti Sanamyan, 1998
- Ciona gelatinosa Bonnevie, 1896
- Ciona hoshinoi C. Monniot, 1991
- Ciona imperfecta C. Monniot et F. Monniot, 1977
- Ciona intestinalis (Linnaeus, 1767)
- Ciona longissima Hartmeyer, 1899
- Ciona mollis Ritter, 1907
- Ciona pomponiae C. Monniot et F. Monniot, 1989
- Ciona robusta Hoshino & Tokioka, 1967
- Ciona roulei Lahille, 1887
- Ciona savignyi (Herdman, 1882)
- Ciona sheikoi Sanamyan, 1998